# Luottojärvi
Luottojärvi är en sjö i Finland. Den ligger i kommunen Enare i landskapet Lappland, i den norra delen av landet, 1 000 km norr om huvudstaden Helsingfors. Luottojärvi ligger 139,5 meter över havet. Arean är 67,9 hektar och strandlinjen är 4,52 kilometer lång. Sjön  ingår i Pasvik älvs huvudavrinningsområde. 